# 波德 (扎波羅熱區)
47°55′39″N 35°31′12″E / 47.92750°N 35.52000°E
波德（烏克蘭語：Поди）是位於烏克蘭東南部的村莊，由扎波羅熱州扎波羅熱区的巴甫利夫斯凱市鎮負責管轄。該村距離扎多羅日涅1.5公里，始建於1915年，面積0.611平方公里。